# Stutz (film, 2022)
Pour les articles homonymes, voir Stutz.
Pour plus de détails, voir Fiche technique et Distribution.
Stutz ou La méthode Stutz : un bonheur à construire est un film documentaire de 2022 réalisé par Jonah Hill. Le film retrace la vie et la carrière du Dr Phil Stutz, le thérapeute de Hill. Il a été diffusé la première fois sur Netflix le 14 novembre 2022.
En août 2022, Jonah Hill a révélé qu'il n'assurerait la promotion d'aucune de ses œuvres à venir, y compris Stutz, afin de se protéger des crises d'angoisse,.

## Synopsis
Au cours d'une série de conversations, le célèbre psychiatre Phil Stutz et Jonah Hill se penchent sur leur histoire et leur santé mentale, leur approche de la thérapie et les relations médecin-patient de Stutz,.

## Accueil de la critique
Sur le site d'agrégation de critiques Rotten Tomatoes, le film a obtenu un taux d'approbation de 100 % sur la base de 20 critiques. 
Sur Metacritic, le film a obtenu une note moyenne pondérée de 76 sur 100, sur la base de 5 critiques, ce qui indique des "critiques généralement favorables".
Lisa Kennedy du New York Times a donné à Stutz une critique positive et l'a décrit comme "un film qui navigue habilement entre la vulnérabilité, l'intelligence et l'art". 
Noel Murray du Los Angeles Times a également donné au film une critique généralement positive, le qualifiant de "documentaire simple, mais touchant sur le plan émotionnel" et de "regard franc sur les doutes de Hill en tant que personne et artiste". Il conclut sa critique en reconnaissant que Stutz a un objectif louable, "changer les perspectives des personnes qui pourraient être blessées en ce moment" et que "pour ceux qui sont prêts à suivre son cours, il a un réel pouvoir".
Rick Allen de RogerEbert.com a donné 3/4 d'étoiles à Stutz. Dans sa critique, il critique le début du film, le décrivant comme "intriguant, mais étouffant" et "trop dans sa tête" et note que le montage était "distrayant". Allen déclare ensuite qu'"en tant qu'expérimentation formelle d'un acteur dont les talents de cinéaste ne sont que le dernier chapitre de son histoire hollywoodienne, le documentaire offre une réflexion touchante sur Jonah Hill, The Star".
David Ehrlich d'IndieWire a donné au film un B. Il le décrit comme "un documentaire étrange et poignant sur son thérapeute qui se déroule comme un croisement entre "The Rehearsal" et une cassette d'auto-assistance". Ehrlich déclare que "quoique devienne ce film, il reste toujours un hommage sincère d'une célébrité à son psy préféré" et note que Stutz "est plus pour lui [Hill] que pour nous".
Dans The Vice, le psychothérapeute James Davies a qualifié le film de "fascinant et engageant à regarder" mais a noté qu'il ne pensait pas que "regarder un documentaire - et adopter temporairement certaines de ses suggestions - ne remplacera jamais une bonne thérapie à long terme en personne".